# Ján Dekan
Ján Dekan (6. února 1919 Šahy – 21. srpna 2007 Bratislava) byl slovenský archeolog a historik, uměnovědec, vysokoškolský pedagog, spisovatel a publicista.

## Život
Narodil se 6. února 1919 v Šahách na Slovensku. Studoval na Filozofické fakultě Univerzity Komenského v Bratislavě. Promoval v roce 1943. V letech 1946–1948 a 1951–1952 působil v Historickém ústavu Slovenské akademie věd. V období 1948–1951 pracoval v Matici slovenské v Martině. Jako externí ředitel Státního archeologického ústavu se podílel na založení Archeologického ústavu Slovenské akademie věd. V letech 1953–1964 učil na Filozofické fakultě Univerzity Komenského v Bratislavě, když v letech 1953–1957 byl zároveň děkanem fakulty. Od roku 1964 do roku 1973 pracoval v Archeologickém ústavu Slovenské akademie věd v Nitře. Od roku 1973 do roku 1987 byl ředitelem Uměnovědného ústavu Slovenské akademie věd v Bratislavě.
Od roku 1975 byl členem předsednictva Slovenské akademie věd a od roku 1977 členem předsednictva Československé akademie věd. V roce 1980 se stal akademikem Slovenské akademie věd a v roce 1981 akademikem Československé akademie věd.
Centrem vědeckého zájmu doc. Dekana byl problém klasické archeologie, avarsko-slovanské symbiózy, Velké Moravy, antického a byzantského umění.
V letech 1951 - 1956 vedl archeologický výzkum na Devíně u Bratislavy a v Rusovcích. Je autorem vícerých vědeckých prací, knižních publikací, populárněvědeckých studií v domácích i zahraničních odborných časopisech.

## Zásluhy
Zasloužil se o rozvoj archeologie a uměnovědy na Slovensku.

## Vyznamenání
- Národní cena SSR (1977)
- Řád práce (1979)

## Dílo

### Monografie
- Začiatky slovenských dejín a ríša Veľkomoravská (1951)
- Poéma o hrdinstve (1974)
- Veľká Morava, doba a umenie (1976)
- Velká Morava, doba a umění (1980)
- The Great Moravian Empire. Its Art and Times (1980)
- A Nagymorva Birodalom - kora és művészete (1980)
- Grossmähren – Epoche und Kunst (1980)

### Další tvorba
- Za stalinské riešenie etnogenézy (1951)
- Herkunft und Ethnizität der gegossenen Bronzeindustrie der VIII. Jahrhunderts in Karpatenbecken (1972)
- Ján Kulich – album (1974)
- Apoteóza slobody na antickej mise zo Stráží (1979)
- Odev nášho ľudu (spolu s M. Benkem a M. Benžem) (1983)
- Život a dielo (2005)

### Publicistika
- K problémom slovanského osídlenia na Slovensku, Historica Slovaca, 55 – 82, (1948)
- Začiatky slovenských dejín a ríša Velkomoravská, Slovenské dejiny II. Bratislava (1951)
- Výskum na Devíne roku 1950. AR 3, s. 164-168